# Nildoh
Nildoh es una ciudad censal situada en el distrito de Nagpur en el estado de Maharashtra (India). Según el censo de 2011, tiene una población de 20.888 habitantes.
Está ubicada a 9 km de Nagpur.

## Demografía
Según el censo de 2011 la población de Nildoh era de 20.888 habitantes, de los cuales 11.566 eran hombres y 9,322 eran mujeres. Nildoh tiene una tasa media de alfabetización del 89,45%, superior a la media estatal del 82,34%: la alfabetización masculina es del 93,30%, y la alfabetización femenina del 84,57%.